# Puguh (Boja)
Puguh is een bestuurslaag in het regentschap Kendal van de provincie Midden-Java, Indonesië. Puguh telt 1520 inwoners (volkstelling 2010).